# Anadara senegalensis
Anadara senegalensis ist eine Muschel-Art aus der Familie der Archenmuscheln (Arcidae) in der Ordnung der Arcida. Sie kommt im östlichen Südatlantik vor.

## Merkmale
Das leicht ungleichklappige, bis etwa 3 cm lange Gehäuse (meist jedoch nur 2 bis 2,5 cm) ist im Umriss grob rhomboidal-oval und geringfügig länger als hoch bis etwa gleich hoch. Es ist stark gebläht, mit einer Dicke etwa in der Größenordnung der Gehäusehöhe oder sogar noch etwas größer. Gehäusehöhe zu Breite, auch die Gehäusedicke sind jedoch etwas variabel im Verhältnis zueinander. Die linke Klappe ist etwas größer als die rechte Klappe und überlappt vor allem im hinteren Teil des Ventralrandes bzw. ventralen Teil des Hinterrandes. Die Gehäuse sind auch stark ungleichseitig, die Wirbel befinden sich im vorderen Drittel der Gehäuselänge. Sie sind kräftig ausgebildet und leicht nach vorne eingedreht. Der Abstand der beiden Wirbel ist nur gering. Das Dorsalfeld ist schmal, der Dorsalrand gerade. Der Vorderrand ist schwach konvex gewölbt und geht gerundet in den Ventralrand über, der weit konvex gerundet ist. Der abgeschrägte Hinterrand bildet mit dem Ventralrand einen gerundeten Winkel. Der Dorsalrand geht mit einem deutlichen, flachen Winkel in den Hinterrand über, der Vorderrand bildet mit dem Vorderrand einen etwas steileren Winkel. Es ist keine Byssusöffnung vorhanden, die beiden Klappen klaffen nicht, wenn sie geschlossen sind.
Das Ligament ist anfangs in der Ontogenie opisthodetisch, später dann amphidetisch mit einer etwas größeren Area im vorderen Bereich. Es besitzt bis 4 v-förmige Gruben (chevrons), die aber den vorderen Teil des Schlossbereichs nicht komplett einnehmen. Das Schloss ist taxodont, die Schlossplatte ist dick und an der Unterseite eher gerade. Die Schlosszähne sind klein und stehen mehr oder weniger senkrecht. Sie bilden zwei Gruppen von Zähnchen, die etwa mittig durch eine flache Grube voneinander getrennt sind. Die vordere Gruppe besteht aus 22 Zähnchen, die hintere Gruppe aus 20 Zähnchen.
Die Schale ist sehr dick und fest; die Gehäuse sind vergleichsweise schwer. Die Ornamentierung besteht aus 23 bis 24 radialen Rippen mit relativ weiten Abständen zueinander. Die 15 bis 16 Rippen der linken Klappe sind zum Vorderrand hin stark beknotet. Auf der rechten Klappe sind die Knoten auf den 6 bis 8 vorderen Rippen deutlich weniger kräftig ausgebildet. Die inneren Ränder der beiden Klappen sind stark gekerbt, die Einkerbungen korrespondieren mit den Rippen auf der Außenseite.
Die Schale auf der Außenseite ist weißlich gefärbt und von einem rostbraunen, dünnen, konzentrisch gestreiften Periostracum bedeckt, das z. T. dunklere, aufrecht stehende Borsten oder Schuppen in den Zwischenräumen der Rippen aufweist. Die Innenseite der Schale ist weißlich.
Die Schließmuskeln sind ungleich groß, die vordere Muskelnarbe auf der Innenseite der Schale ist etwa doppelt so groß wie der hintere Schließmuskel. Die Narben der Fußmuskeln sind unscheinbar.

## Ähnliche Arten
Anadara senegalensis (Gmelin, 1791) unterscheidet sich von den recht ähnlichen Arten Anadara brasiliana (Lamarck, 1819) von der südamerikanischen Ostküste, Anadara chemnitzii (R. A. Philippi, 1851) aus der Karibik, Anadara pilula (Reeve, 1843) aus dem Indopazifik und Anadara nux (G. B. Sowerby I, 1833) von der tropischen Westküste Nordamerikas in erster Linie durch die Form des Ligaments. Bei diesen Arten ist nur ein chevron vorhanden. Anadara camerunensis ist ebenfalls sehr ähnlich und kommt auch sympatrisch vor. Die Gehäuse dieser Art sind durchweg etwas höher als lang, nur etwa halb so groß und deutlich schiefer. Durch diese Schiefe ist der untere Übergang vom Hinterrand zum Ventralrand etwas stärker gerundet. Die Gehäuse haben nur 21 bis 22 Rippen gegen 22 bis 23 Rippen bei Anadara senegalensis.

## Geographische Verbreitung und Lebensraum
Das Verbreitungsgebiet der Art erstreckt sich im östlichen Atlantik von Senegal, Guinea, Elfenbeinküste, Togo und Gabun bis ins südliche Angola.
Die Tiere leben eingegraben in schlammigen Böden vom Intertidal bis in etwa 35 Meter Wassertiefe. Die Gehäuse von Populationen in der Nähe von Ästuaren größerer Flüsse sind oft etwas größer als in Populationen in den Zwischenbereichen. Die Art ist in diesen Lebensbereichen mit Modiolus letourneuxi vergesellschaftet. Die Art wird lokal gesammelt und gegessen.

## Taxonomie
Das Taxon wurde 1791 von Johann Friedrich Gmelin als Arca senegalis aufgestellt. Die Art wird heute allgemein akzeptiert in die Gattung Anadara Gray, 1847 gestellt.